# Tenuidactylus caspius
Tenuidactylus caspius е вид влечуго от семейство Геконови (Gekkonidae). Видът не е застрашен от изчезване.

## Разпространение и местообитание
Разпространен е в Азербайджан, Армения, Афганистан, Иран, Казахстан, Русия, Таджикистан, Туркменистан и Узбекистан. Внесен е в Грузия.
Обитава планини, възвишения, склонове и степи.

## Описание
Популацията на вида е нарастваща.